# Sfârșitul agentului W4C
Sfârșitul agentului W4C (în cehă Konec agenta W4C prostřednictvím psa pana Foustky, cu sensul de Sfârșitul agentului W4C cu participarea câinelui d-lui. Foustka) este un film cehoslovac de lungmetraj din 1967 care parodiază filmele cu agentul secret James Bond. Este regizat de Václav Vorlíček după o poveste de Oldřich Daněk. Filmul este produs de Studioul Barrandov și distribuit de Oficiul Central de Distribuție a Filmelor, Praga. 
Producătorul filmului este Věra Kadlecová. Compozitor este Svatopluk Havelka, regizorul muzical este František Belfín. 
Potrivit regizorului, Sfârșitul agentului W4C a avut încasări de 7 milioane de coroane doar în primul an în Cehoslovacia, la un buget de producție de 3,5 milioane de coroane. Filmul a avut un mare succes și în cinematografele din India și din Uniunea Sovietică în anii 1960. 

## Rezumat
Este o parodie a filmelor cu spioni, în special a seriei de filme cu James Bond. Erou principal - agentul Cyril Borguette, care operează sub numele de cod W4C, este un super-spion. W4C, echipat cu ultimele invenții - ceasul deșteptător cu alarmă (cu cuțit, pistol, gaz lacrimogen, geiger-muller, microfon-breloc și o mini-bombă atomică - toate în interior), este trimis la Praga. Aici urmează să găsească o pivniță de sare în care sunt ascunse microfilme cu planuri de folosire militară a planetei Venus. Agentul trebuie să facă față rețelei internaționale de spionaj. 
Agenția cehă de contrainformații află despre sosirea unui agent W4C. Datorită faptului că toți agenții săi au deja cazuri alocate de care se ocupă, contabilul Foustka este trimis să lucreze cu agentul W4C. Foustka, însoțit de câinele său Pajda, este stângace, scapă mai întâi de agentul W4C (care moare în urma exploziei propriei bombe), apoi lichidează întreaga rețea de agenți care operează la Praga. În finală, Foustka transmite microfilmele obținute supraveghetorului său. Foustka însuși este considerat un super-agent și primește numele de cod 13. 

## Distribuție
- Jan Kačer ca Cyril Juan (Agent W4C)
- Květa Fialová ca Alice
- Jiří Sovák ca Foustka
- Jan Libíček ca Resident
- Jiří Pleskot ca Chief
- Jiří Lír ca Stern
- Josef Hlinomaz ca Agent 1
- Walter Taub ca Big Chief
- Otto Šimánek ca Inventator
- Zdeněk Braunschläger ca Agent 2
- Ivo Gubel ca Agent 3
- Alena Kreuzmannová
- Lubomír Kostelka
- František Husák
- Petr Čepek
- Vlastimil Hašek
- Jaroslav Kepka
- Svatopluk Skládal
- Antonin Sura
- Oldřich Velen
- Isabela Tylinkova
- Zdenek Blazek
- Vera Bauerova
- Jan Cmíral
- Jaroslav Cmíral
- Jaroslav Heyduk
- Oldřich Hoblik
- Václav Kotva
- Helena Růžičková
- Miloš Vavruška
- Hana Talpová

## Vezi și
- Listă de filme străine până în 1989